# Diego Angulo Íñiguez
Pour les articles homonymes, voir Angulo et Íñiguez.
Diego Angulo Íñiguez, né à Valverde del Camino le 18 juillet 1901 et mort à Séville le 5 octobre 1986, est un historien de l'art espagnol spécialisé dans la peinture espagnole de la Renaissance et baroque.

## Biographie
Diego Angulo Íñiguez a notamment dirigé le Musée du Prado à partir de 1968.
En 1972, il reçoit la Médaille d'or du mérite des beaux-arts par le Ministère de l'Éducation, de la Culture et des Sports.

## Publications
- La orfebrería en Sevilla (1925)
- La escultura en Andalucía (1927)
- Planos de monumentos arquitectónicos de América y Filipinas existentes en el Archivo de Indias de Sevilla (1933)
- Bautista Antonelli. Las fortificaciones americanas del siglo XVI (1942)
- Historia del Arte Hispanoamericano (1945-1950)
- Velázquez: como compuso sus principales cuadros (1947)
- Historias del arte (1953)
- Velázquez (1960)
- Cuarenta dibujos españoles (1966)
- Pintura madrileña. Primer tercio del siglo XVII (1969)
- Pintura del siglo XVII (1971)
- Historia de la pintura española. Escuela toledana de la primera mitad del siglo XVII (1972)

Et surtout la trilogie sur Murillo :
- Murillo. I, Su vida, su arte, su obra, Espasa-Calpe, Madrid.
- Murillo,. II, Catálogo crítico, Espasa-Calpe, Madrid.
- Murillo,. III, Láminas, Espasa-Calpe, Madrid.